# Mayra Aldana
Mayra Graciela Aldana Najarro (San Salvador, 17 de agosto de 1986) es una modelo y reina de belleza salvadoreña, delegada para representar a su país en Miss Universo 2011, bajo el nombre de Mayra Aldana. La organización Reinado de El Salvador la eligió en 2009 para representar al país en Miss Earth, en Filipinas.
En 2011 resultó Primera Finalista en el concurso Nuestra Belleza Bicentenario, realizado por la Telecorporación Salvadoreña (TCS). La ganadora, Alejandra Ochoa, no pudo cumplir temporalmente con su título debido a complicaciones con una rinosinusitis crónica, por lo que Mayra la suplió en Miss Universo 2011, en São Paulo, Brasil.

## Biografía
Mayra Aldana nació en San Salvador, el 17 de agosto de 1986. Hija de Adrián Aldana, un contador público, y Jaqueline Najarro, Mayra es la mayor de tres hermanas y tiene un hermano mayor. Es hermana de Adriana Aldana, también reina de belleza, quien representó al país en el certamen Miss Intercontinental 2011, en Alicante, España.
Mayra creció en un hogar católico y desde niña se vio inspirada por la danza y el modelaje, aunque sufrió bullying psicológico por tener esta última aspiración, ya que muchos consideraban que era demasiado delgada para la profesión. Sin embargo, ese detalle fue corregido con un arduo y disciplinado trabajo de gimnasio, dando como resultado una escultural figura que se sumó a su 1,73 m de estatura, tez blanca, enormes ojos verdes, sencillez y gran carisma.
Desde niña, su madre le inculcó el amor y respeto por los animales, por lo que hoy se considera protectora de los mismos. En su casa habitan 2 perros, 6 tortugas, 5 peces, 2 loros, 15 pericos y 9 gatos, uno de ellos apodado Garfield, ya que, además, Mayra es aficionada a todo lo relacionado con el famoso gato de las caricaturas.
Su debut como maniquí fue en desfiles de modas del fallecido diseñador salvadoreño José Domínguez, en el año 2003. A la fecha ha realizado pasarelas de otros talentos nacionales como Jaime García (de la casa Lemor Design), Lidia Madrid, Alexandra Brugal y Willie Williams, de quien es imagen hasta hoy.
Mientras estudiaba estilismo y cosmetología en la academia Beauty College de San Salvador, también viajó a Miami, Estados Unidos, para participar en desfiles de los diseñadores colombianos Hernán Zajar y Liliana Fierro, así como para la dominicana Lourdes Libman.
Mayra ha modelado para importantes casas como Mango, Kismet, Siman y Prisma Moda. Su lista de comerciales para TV incluye marcas como DJ José Domínguez Couture, Agro Expo, Lee Shoes y Claro.

## Certámenes de Belleza

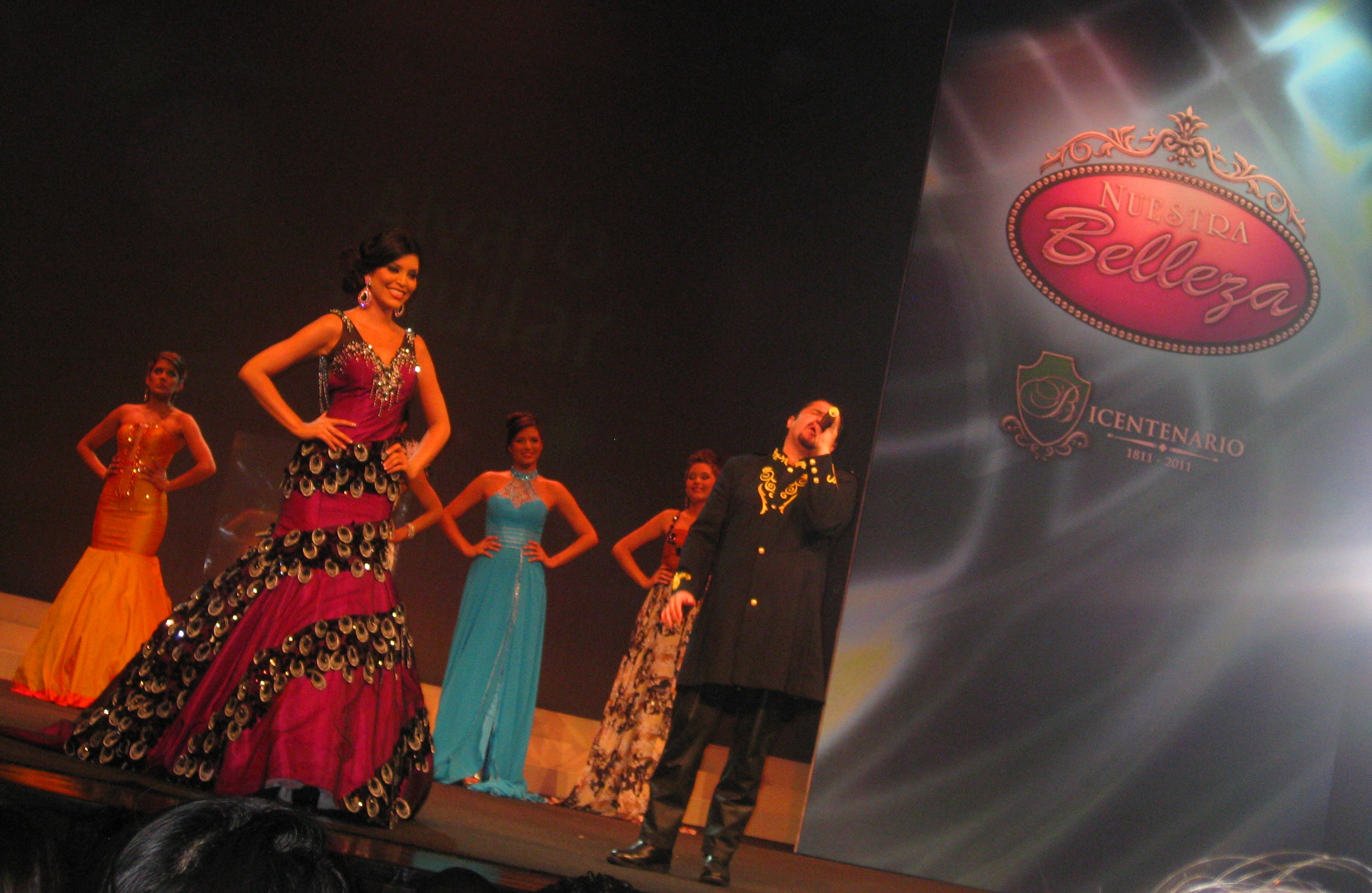
La gala de Nuestra Belleza Bicentenario fue el 30 de junio de 2011 en el Teatro Nacional de San Salvador. Aquí, las finalistas antes de conocer el resultado. De izquierda a derecha: Sofía Cuestas (2ª finalista) al frente Mayra Aldana (1ª finalista), Alejandra Ochoa (Nuestra Belleza Universo 2011) y Marcela Castro (Nuestra Belleza Mundo 2011). No aparece Aneyda Rico (3ª finalista). El vocalista del grupo guatemalteco Alux Nahual, Álvaro Aguilar, fue el invitado para cantar a las damas.

En 2004, Mayra Aldana participó en el concurso de belleza Chica Cool, organizado por la radio juvenil Cool 89.3 FM, y resultó triunfadora. 
En 2005 participó en Miss Bahía del Sol y luego en Miss Trifinio en Honduras y Guatemala, donde obtuvo el título de la Mejor Figura. El mismo título obtuvo en el concurso Chica Surf Latin America 2005. Ese año, la revista Mujeres la eligió para ser portada.
En 2010, Mayra participó en el Reinado Internacional del Mar, en Santa Marta (Colombia), luego de ganar la corona de Miss El Salvador Earth 2009, con la organización Reinado de El Salvador. La bella joven viajó a Filipinas para representar al país en Miss Earth.
La oportunidad más esperada para Mayra llegó en 2011, cuando fue escogida para concursar en Nuestra Belleza El Salvador 2011, edición Bicentenario, en su tercer año de intentos para entrar al certamen.
El talento que Mayra presentó en su spot para el concurso fue la danza contemporánea, con una coreografía de la canción "Rolling in the deep", de la británica Adele. El baile fue montado por José Luis Guillén. 
En la ronda de preguntas, la jurado Dra. Norma de Rodríguez, de Moldea tu Figura, le externó: ¿Qué cualidad de la mujer salvadoreña podrías resaltar en el extranjero? Aldana respondió:

«La cualidad que yo resaltaría en una mujer sería la cualidad de luchadora, porque somos unas mujeres salvadoreñas luchadoras, emprendedoras y, sobre todo, salimos adelante»

Aldana, enfundada en un vestido del diseñador Willie Williams, ganó el premio a Miss Simpatía y resultó Primera Finalista. Sin embargo, debido a complicaciones de una rinosinusitis aguda de la ganadora, Alejandra Ochoa, quien se sometió a una cirugía, Aldana debió suplirla en Miss Universo 2011 Archivado el 12 de octubre de 2011 en Wayback Machine.. 
El concurso se celebró el 12 de septiembre en Brasil. La salvadoreña viajó del 21 de agosto al 14 de septiembre y aunque no pasó a la semifinal, logró figurar en diversos medios internacionales como concursante. Después de la gala final, Aldana visitó Río de Janeiro con parientes residentes en Brasil.
Aunque TCS no la apoyó, Mayra Aldana decidió participar el 2 de diciembre de 2011 en el Festival Expoworld en la ciudad de Guatemala, en la categoría internacional de Miss Expoworld. La joven triunfó y alzó la corona para El Salvador.
La Telecorporación Salvadoreña tampoco mencionó ni invitó a Mayra Aldana como reina saliente al evento Nuestra Belleza El Salvador 2012, realizado el 30 de abril en el Hotel Royal Decameron Salinitas. Alejandra Ochoa fue la encargada de entregar la corona a la sucesora Ana Yancy Clavel. Aldana, consciente de que sería ignorada para esta gala, se presentó días antes como invitada en Milena tu amiga, con Milena Mayorga, un talk-show de la competencia, Canal 12. No habló de su rol como Miss El Salvador.
De Ana Yancy Clavel, llamó la atención su respuesta a la pregunta que le hicieron como finalista del certamen, muy parecida a la que dio Mayra el año anterior. La pregunta fue: ¿Cuáles son las tres cualidades que mejor definen a una mujer de éxito? Ella contestó: 

«Pues las tres cualidades que definen a una mujer de éxito son fuerte, maravillosa y emprendedora, porque eso somos las mujeres salvadoreñas»

## Escándalos
- Durante su reinado como Miss El Salvador Earth 2010, Mayra Aldana representó al país en el Reinado Internacional del Mar en Santa Marta, Colombia. Allí no logró alzar ningún título, pero llamó la atención de los medios locales al resbalarse y caer sentada durante una pasarela, ya que el piso estaba húmedo.[22] La joven se levantó inmediatamente, entre los aplausos del público.

- Siempre como parte de su título con el Reinado de El Salvador 2010, Aldana fue designada por la organización para ir al evento Miss International 2010 en China, pero semanas antes de viajar fue destituida[23] por declarar en una entrevista para su amigo Jhoel Díaz de El Diario de Hoy, su deseo de participar al año siguiente en el concurso considerado de la competencia: Nuestra Belleza 2011, ya que soñaba con el derecho de ir a Miss Universo.[24]

Medios salvadoreños como labarbacoa.com divulgaron la polémica por la cancelación de su título, sobre todo porque la sustituta de Aldana, Julia Iris Ayala, al final tampoco pudo viajar debido a que los trámites se hicieron demasiado tarde. Debido a ello, El Salvador no estuvo presente en Miss International 2010.
- El 29 de agosto, la organización de Miss Universo publicó en YouTube los videos tradicionales en los que se entrevista brevemente a cada participante, con tono cómico. Al preguntarle si cree que existe vida en otros planetas, Mayra contestó:

«Claro que sí existe vida en otros planetas. A veces es cómico recordarlos en las caricaturas de Los Picapiedras, Los Supersónicos... Sí existe la vida en otros planetas»

Este argumento desató la polémica y una oleada de burlas entre los salvadoreños. Aldana llegó a ser comparada con personajes como la ex Miss Universo Alicia Machado y la cantante Ninel Conde, quienes se han hecho fama por sus mensajes absurdos en las redes sociales.
No obstante, la popularidad de Aldana subió como la espuma, ya que su video rápidamente alcanzó miles de vistas en YouTube (más de 35,000 hasta el 2 de septiembre y 50,000 hasta el 12 de septiembre, día de la gala de Miss Universo. Agréguense miles de comentarios en contra y en defensa en la red social de Facebook, en YouTube y en diarios nacionales.
Mayra no logró figurar entre las 16 finalistas de Miss Universo. La polémica de su video continuó siendo tema candente de opinión, incluso varios días después del certamen, cuando se defendió al explicar que el equipo técnico le pidió que diera la famosa respuesta sobre "Los Supersónicos".